# زبان‌های سالیش
زبان‌های سلیش (انگلیسی: Salishan languages) زبانی‌است که در شمال غربی آرام با سرخ پوستان استفاده میشود.